# Żórawina
Żórawina (in tedesco Rothsürben) è un comune rurale polacco del distretto di Breslavia, nel voivodato della Bassa Slesia.
Ricopre una superficie di 120,11 km² e nel 2004 contava 7 894 abitanti.